# Ърл Грей
„Ърл Грей“ (на английски: Earl Grey, букв. „Граф Грей“) е вид чай с много ясно изразен специфичен вкус и аромат. Той се постига като към чаената смес се прибави масло, извлечено от кората на бергамот – благоуханен цитрусов плод.
Традиционно „Ърл Грей“ се приготвя само от черен чай, но днес названието се използва за всички видове чай, с прибавка на масло от бергамот.
Името си чаят дължи на граф Чарлс Грей (1764 – 1845), британски министър-председател през 30-те години на 19 век. Макар и доказателствата да са оскъдни, на него се признава заслугата за създаването на тази чаена смес. Чарлс Грей е бил министър-председател в периода 1830 – 1834, през който е бил приет законът за премахване на робството в Британската империя. Днес повече хора свързват името на Грей с неговия чай.
Противно на разпространеното убеждение, „Ърл Грей“ въобще не е сорт чай. Всъщност, той е обикновен черен чай, напоен с цитрусовия аромат на бергамот (подобен на цвета на портокала). Това създава силен, тръпчив и освежаващ чай, различен от другите черни чайове.
Докато терминът „портокалово пико“ (orange pekoe) е преди всичко за качествен и класен чай, „Ърл Грей“ не е задължително за висококачествен чай. Тъй като вкусът на бергамота е доста силен, той често се използва да прикрие липсата на аромат от висококачествен черен чай.